# 洞戸村立洞戸小学校下洞戸分校
洞戸村立洞戸小学校下洞戸分校（ほらどそんりつ ほらどしょうがっこう　しもほらどぶんこう）は、かつて岐阜県武儀郡洞戸村（現・関市）に存在した公立小学校の分校。

## 概要
- 旧・武儀郡洞戸村大字下洞戸（現・関市洞戸大野・洞戸黒谷・洞戸小坂）が校区であった。1962年9月廃校。
- 校舎は下洞戸保育所に転用された[1]。1993年、洞戸村内の保育所の統合により下洞戸保育所は廃止され、建物は取り壊された。

## 沿革
- 1874年（明治7年）
  - 2月4日 - 三楽義校開校。大野村、黒谷村、小坂村の児童が通学する。
  - 5月31日 - 文昌義校の支校となり、文昌義校三楽支校となる。
- 1875年（明治8年） -
  - 大野村、黒谷村、小坂村が合併し、下洞戸村が発足。
  - 独立し、洞戸学校となる。
- 1885年（明治18年） - 文昌学校、洞戸学校、菅谷学校を統合し、洞戸小学校となる。
- 1886年（明治19年）11月 - 洞戸小学校が分立し、市場簡易科小学校、下洞戸簡易科小学校、菅谷簡易科小学校となる。
- 1888年（明治21年） - 下洞戸尋常小学校に改称する。
- 1897年（明治30年）4月1日 - 市場村、通元寺村、片村、菅谷村、下洞戸村、栗原村、飛瀬村、奥洞戸村が合併し、洞戸村が発足。
- 1898年（明治31年） - 村内の小学校（市場尋常小学校、下洞戸尋常小学校、菅谷尋常小学校、尾倉尋常小学校、高賀尋常小学校、高見尋常小学校を統合。洞戸尋常高等小学校となる。下洞戸尋常小学校は洞戸尋常高等小学校下洞戸分教場となる。
- 1913年（大正2年）1月24日 - 校舎を新築する。
- 1941年（昭和16年）4月1日 - 洞戸国民学校下洞戸分教場に改称する。
- 1947年（昭和22年）4月1日 - 洞戸村立洞戸小学校下洞戸分校に改称する。
- 1962年（昭和37年）
  - 1月 - 校舎を改築。
  - 9月 - 廃校。